# Roger Pfund
Pour les articles homonymes, voir Pfund.
Roger Pfund, né le 28 décembre 1943 à Berne et mort le 16 mars 2024, est un peintre, graphiste et designer suisse, ayant vécu dans le canton de Genève. Il est l’illustrateur du passeport suisse disponible depuis 2003.

## Activités
Roger Pfund est particulièrement connu pour ses réalisations dans le domaine des billets de banque, timbres et autres papiers valeur. On lui doit notamment la série des billets de banque français, avant le passage à l'Euro,. En 1986, il remporta le concours organisé par la Banque nationale suisse (BNS) pour sa sixième série de billets. Cependant la BNS décida de produire les billets dessinés par Ernst et Ursula Hiestand.

Dernière série de billets de banque en francs français par Roger Pfund
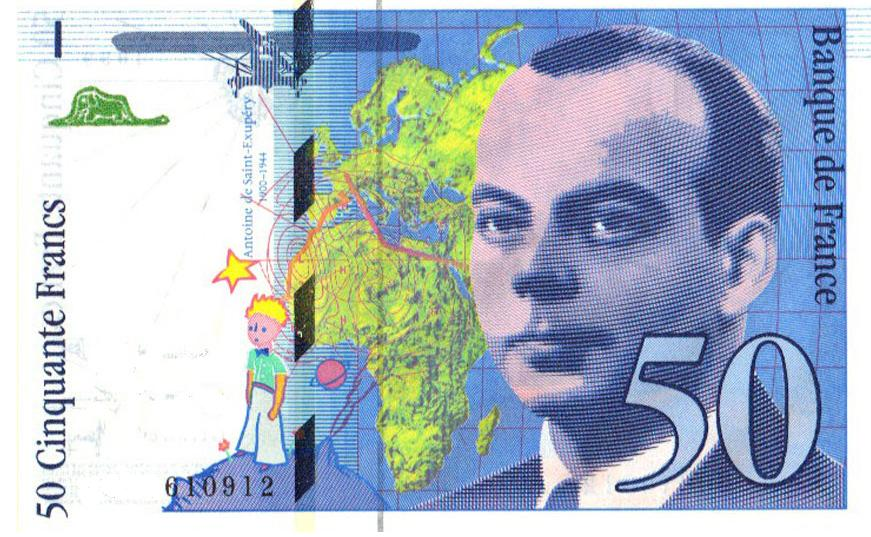
50 francs Saint-Exupéry
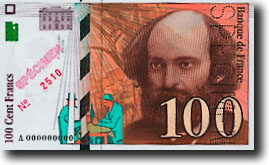
100 francs Cézanne
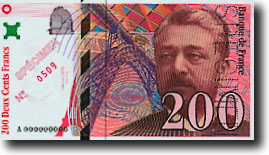
200 francs Gustave Eiffel
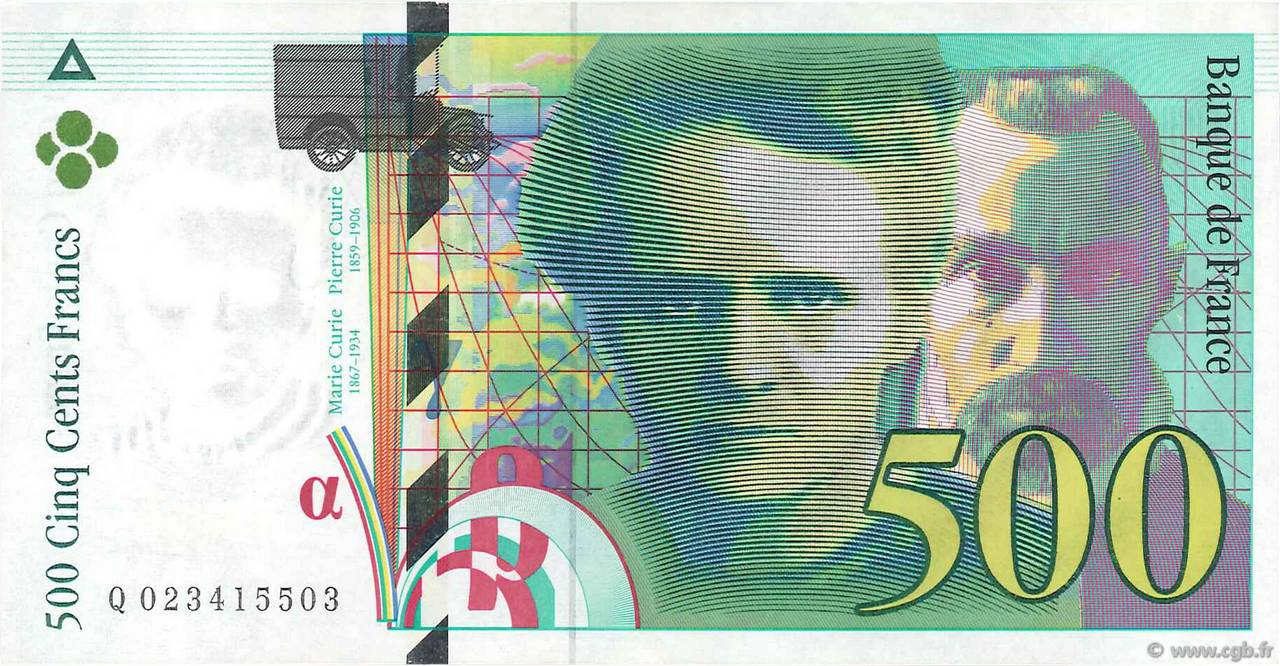
500 francs Pierre et Marie Curie

Il est aussi l'auteur des gravures illustrant plusieurs monnaies commémoratives suisses :
- 1988 : pièce de 5 francs suisses, Mouvement olympique ;
- 2005 : pièce de 20 francs suisses en argent, Salon international de Genève et pièce de 50 francs suisses en or, Salon international de Genève ;
- 2007 : pièce de 20 francs en argent, 100 ans Banque nationale suisse ;

En Argentine :
- 2012 : billet Eva Perón de 100 pesos argentins (présidence de Cristina Fernandez de Kirchner)

## Mort
Roger Pfund meurt le 16 mars 2024 à l'âge de 80 ans.

## Expositions
- 2008, grande rétrospective au Today Art Museum de Pékin[6]
- 2009 : Faces à faces 06/09, sur le bâtiment d'Uni-Dufour en collaboration avec le Bureau de l'égalité Université de Genève
- 2013 : Grande rétrospective Le multiple et le singulier au Musée d'Art et d'Histoire de Genève

## EPFL Lausanne
- L'installation artistique Modulation entre harmonie et mathématique, est située dans une des « alvéoles » du patio du Rolex Learning Center[7].

Composée de baguettes d’aluminium multicolores, l'installation, jaillissant du sol recouvert de graviers blancs, jette un trait de lumière dans le contexte minéral et gris du bâtiment. Telle une gerbe de couleurs, elle pointe en direction du ciel, accueillant l’infini de l’espace dans sa corolle. Elle évoque aussi par son agencement chromatique la figure de l’arc-en-ciel. Elle rappelle également l’ordre des couleurs défini par Newton. Oscillant entre poésie et science, cette œuvre affiche tout à la fois la précision, la rigueur, la technologie et le hasard. Entre « harmonie, mathématique » et nature.

## Décoration
- Officier de l'ordre des Arts et des Lettres (2002)

### Source
- Swissmint